# Ginástica artística nos Jogos Olímpicos de Verão de 2020 - Salto masculino
A competição do salto masculino da ginástica artística nos Jogos Olímpicos de Verão de 2020 ocorreu em 24 de julho e 2 de agosto de 2021 no Centro de Ginástica de Ariake, em Tóquio. Um total de 24 ginastas de 18 Comitês Olímpicos Nacionais (CON) participaram do evento após terem efetuado dois saltos durante a qualificatória.
Shin Jea-hwan, da Coreia do Sul, ganhou a medalha de ouro no desempate sobre Denis Ablyazin do ROC. Foi a primeira medalha olímpica de Shin, enquanto Ablyazin ganhou sua terceira prata consecutiva no salto. Artur Davtyan, da Armênia, ganhou a medalha de bronze, sua primeira medalha individual e a primeira medalha para a Armênia na ginástica artística.

## Qualificação
Cada Comitê Olímpico Nacional (CON) poderia inscrever até seis ginastas: uma equipe de quatro e mais dois especialistas. As 12 equipes que se classificaram preencheram 48 vagas também para as competições individuais, sendo as três primeiras equipes do Campeonato Mundial de 2018 (China, Rússia e Japão) e as nove primeiras equipes (excluindo as já qualificadas) do Campeonato Mundial de 2019 (Ucrânia, Grã-Bretanha, Suíça, Estados Unidos, Taipé Chinês, Coreia do Sul, Brasil, Espanha e Alemanha).
As vagas restantes foram atribuídas individualmente. Cada ginasta poderia ganhar apenas uma vaga, sendo alguns dos eventos individuais abertos a ginastas de CONs com equipes qualificadas, enquanto outros não. Essas vagas foram preenchidas por meio de diversos critérios baseados no Campeonato Mundial de 2019, nas séries da Copa do Mundo, campeonatos continentais, país sede e convite da Comissão Tripartite. A pandemia COVID-19 atrasou muitos dos eventos de qualificação para a ginástica. Os Campeonatos Mundiais de 2018 e 2019 foram concluídos no prazo, mas muitos dos eventos da série da Copa do Mundo foram adiados para 2021.
Cada um dos ginastas participantes são elegíveis para a competição de salto, mas devido à exigência de que cada um execute dois exercícios na qualificação (ao invés do necessário para contar para os eventos por equipe e individual geral), muitos não tentaram se classificar para a final (24 obtiveram pontuação média no total).

## Formato
Os oito primeiros classificados na fase qualificatória (com limite de dois por CON) avançaram para a final do aparelho. Apenas os ginastas que realizaram dois exercícios são considerados para a final, com a pontuação média dos dois exercícios sendo contada. Os finalistas realizam novamente dois saltos. As pontuações da qualificatória não são consideradas, contando apenas as pontuações da final (média dos dois exercícios).

## Calendário
Horário local (UTC+9)
| Data        | Horário | Rodada         | Subdivisão   |
| ----------- | ------- | -------------- | ------------ |
| 24 de julho | 10:00   | Qualificatória | Subdivisão 1 |
| 24 de julho | 14:30   | Qualificatória | Subdivisão 2 |
| 24 de julho | 19:30   | Qualificatória | Subdivisão 3 |
| 2 de agosto | 18:50   | Final          | Final        |

## Medalhistas
| Ouro   | KOR Shin Jea-hwan  |
| Prata  | ROC Denis Ablyazin |
| Bronze | ARM Artur Davtyan  |

## Resultados

### Qualificatória
Os oito melhores ginastas na qualificatória se classificaram para a final. Como apenas dois ginastas por CON poderiam avançar, caso alguns deles estivessem entre os oito primeiros não estariam elegíveis para a final, com a vaga indo para o próximo ginasta na classificação.
| Pos. | Ginasta             | Salto 1 | Salto 1 | Salto 1 | Salto 1 | Salto 2 | Salto 2 | Salto 2 | Salto 2 | Total  | Notas |
| Pos. | Ginasta             | Nota D  | Nota E  | Pen.    | Pont. 1 | Nota D  | Nota E  | Pen.    | Pont. 2 | Total  | Notas |
| ---- | ------------------- | ------- | ------- | ------- | ------- | ------- | ------- | ------- | ------- | ------ | ----- |
| 1    | KOR Shin Jea-hwan   | 6.0     | 9.100   |         | 15.100  | 5.6     | 9.033   |         | 14.633  | 14.866 | Q     |
| 2    | ARM Artur Davtyan   | 5.6     | 9.133   |         | 14.733  | 5.6     | 9.400   |         | 15.000  | 14.866 | Q     |
| 3    | ROC Nikita Nagornyy | 5.6     | 9.100   |         | 14.700  | 5.6     | 9.266   |         | 14.866  | 14.783 | Q     |
| 4    | TUR Adem Asil       | 6.0     | 9.100   |         | 15.100  | 5.6     | 8.833   |         | 14.433  | 14.766 | Q     |
| 5    | ROC Denis Ablyazin  | 5.6     | 9.300   |         | 14.900  | 5.6     | 8.966   |         | 14.566  | 14.733 | Q     |
| 6    | PHI Carlos Yulo     | 5.6     | 9.166   |         | 14.766  | 5.6     | 9.058   |         | 14.658  | 14.712 | Q     |
| 7    | BRA Caio Souza      | 5.6     | 9.000   |         | 14.600  | 5.6     | 9.200   |         | 14.800  | 14.700 | Q     |
| 8    | TUR Ahmet Önder     | 5.2     | 9.133   |         | 14.333  | 5.6     | 9.000   |         | 14.600  | 14.466 | Q     |
| 9    | KOR Yang Hak-seon   | 5.6     | 9.266   |         | 14.866  | 6.0     | 7.966   | 0.100   | 13.866  | 14.366 | R1    |
| 10   | KOR Kim Han-sol     | 5.6     | 8.933   | 0.300   | 14.233  | 5.2     | 9.233   |         | 14.433  | 14.333 |       |
| 11   | KOR Lee Jun-ho      | 5.6     | 8.833   |         | 14.433  | 5.2     | 9.033   |         | 14.233  | 14.333 |       |
| 12   | HKG Shek Wai Hung   | 6.0     | 9.016   | 0.300   | 14.716  | 6.0     | 7.933   | 0.100   | 13.833  | 14.274 | R2    |
| 13   | ESP Nicolau Mir     | 5.6     | 8.566   | 0.300   | 13.866  | 5.2     | 9.200   |         | 14.400  | 14.133 | R3    |

### Final
A final foi disputada em 2 de agosto de 2021, com os classificados realizando dois saltos e a média sendo considerada para a pontuação final.
| Pos.              | Ginasta             | Salto 1 | Salto 1 | Salto 1 | Salto 1 | Salto 2 | Salto 2 | Salto 2 | Salto 2 | Total  |
| Pos.              | Ginasta             | Nota D  | Nota E  | Pen.    | Pont. 1 | Nota D  | Nota E  | Pen.    | Pont. 2 | Total  |
| ----------------- | ------------------- | ------- | ------- | ------- | ------- | ------- | ------- | ------- | ------- | ------ |
| Medalha de ouro   | KOR Shin Jea-hwan   | 6.0     | 8.833   | 0.100   | 14.733  | 5.6     | 9.233   |         | 14.833  | 14.783 |
| Medalha de prata  | ROC Denis Ablyazin  | 5.6     | 9.166   |         | 14.766  | 5.6     | 9.200   |         | 14.800  | 14.783 |
| Medalha de bronze | ARM Artur Davtyan   | 5.6     | 9.200   |         | 14.800  | 5.6     | 9.166   | 0.100   | 14.666  | 14.733 |
| 4                 | PHI Carlos Yulo     | 5.6     | 9.066   | 0.100   | 14.566  | 5.6     | 9.266   |         | 14.866  | 14.716 |
| 5                 | ROC Nikita Nagornyy | 5.6     | 9.233   |         | 14.833  | 5.6     | 9.000   |         | 14.600  | 14.716 |
| 6                 | TUR Adem Asil       | 6.0     | 9.266   |         | 15.266  | 5.6     | 8.033   |         | 13.633  | 14.449 |
| 7                 | TUR Ahmet Önder     | 5.2     | 8.633   |         | 13.833  | 5.2     | 9.100   |         | 14.300  | 14.066 |
| 8                 | BRA Caio Souza      | 5.6     | 8.866   |         | 14.466  | 5.2     | 7.700   |         | 12.900  | 13.683 |

Shin e Ablyazin terminaram com pontuações idênticas de 14.783 pontos. De acordo com o procedimento de desempate da FIG, Shin prevaleceu por ter a maior pontuação de salto individual (14.833 a 14.800). Yulo e Nagornyy também empataram na pontuação total (14.716 pontos); Yulo ficou na quarta colocação devido a uma pontuação de salto individual mais alta (14.866 a 14.833).